# Věznice Mazas
Věznice Mazas (francouzsky Prison de Mazas) byla věznice v Paříži poblíž nádraží Gare de Lyon.

## Historie
Vězeňský areál na ploše zhruba 130 ha byl otevřen v roce 1850. V šesti budovách se nacházelo celkem 1199 cel, každá o půdorysu 3,85 x 1,85 m a 2,70 m na výšku. Prvních 841 vězňů sem bylo přemístěno 19. května 1850 ze zrušené pařížské věznice Force.
V roce 1863 zde byl z politických důvodů vězněn Georges Clemenceau. Rovněž během Pařížské komuny zde bylo internováno mnoho politických vězňů. 22. ledna 1871 byl na věznici proveden neúspěšný útok. Později zde byli vězněni povstalci Pařížské komuny, mezi nimi i Arthur Rimbaud. V roce 1898 byla věznice zbořena kvůli světové výstavě 1900.